# 蔀勇造
蔀 勇造（しとみ ゆうぞう、1946年5月 - ）は、日本の歴史学者。専攻はアラビア史（先イスラーム期）、古代インド洋交通、海上交易史、東京大学名誉教授。史学会評議員、日本オリエント学会理事、東方学会評議員も務めた。

## 略歴
1946年（昭和21年）、埼玉県生まれ。東京大学文学部東洋史学科で学び、1972年（昭和47年）3月に卒業。大学ではイスラーム勃興直前の6世紀ごろのアラビアの歴史をテーマとしようと考えていたが、考古学の演習を担当していた民族学者の大林太良から示されたドイツ語論文を読むことで、日本にはほとんど研究者のいなかった古代南アラビア史に関心を広げてゆくことになった。同大学大学院人文科学研究科東洋史学専修課程に進み、1977年（昭和52年）3月、博士課程単位取得退学。同年4月より、日本学術振興会奨励研究員。1978年（昭和53年）4月より、財団法人東洋文庫奨励研究員。1979年（昭和54年）4月、東京大学文学部助手に採用されたが、休職して同年10月よりベルギー政府給費留学生としてルーヴァン大学文学部に留学しジャック・リックマンス（Jacques Ryckmans）に師事。続けて1982年（昭和57年）9月以降はルーヴァン大学大学院博士課程で学び、33歳から始まった留学期間は6年半に及んだ。
1986年（昭和61年）に帰国し、同年11月、東京工業大学工学部助教授に着任。1991年（平成3年）4月、東京大学文学部助教授となり、1994年（平成6年）6月に教授昇進。1995年（平成7年）4月より東京大学大学院人文社会系研究科教授。2010年（平成22年）3月、東京大学を定年退任し、名誉教授となった。2011年4月からは金沢学院大学非常勤講師として教鞭をとったが、2015年3月で退任。また、1991年より公益財団法人東洋文庫研究員。

## 著作リスト

### 単著
- 『歴史意識の芽生えと歴史記述の始まり』 山川出版社〈世界史リブレット〉、2004年。
- 『シェバの女王：伝説の変容と歴史との交錯』 山川出版社〈historia〉、2006年。
- 『物語 アラビアの歴史：知られざる3000年の興亡』 中央公論新社〈中公新書〉、2018年。

### 訳注書
- 『エリュトラー海案内記』全2巻、平凡社〈東洋文庫〉、2016年。
- 『ケブラ・ナガスト：聖櫃の将来とエチオピアの栄光』 平凡社〈東洋文庫〉、2020年。

### 主要論文
- “On the Date of Composition of the Periplus Maris Erythraei: A Study of the South Arabian Epigraphic Evidence”, (Memoirs of the Research Department of the Toyo Bunko, No.34, 1976, pp. 15-45) NII:1629/00003325
- “Note sur le Martyrium Aretae § 20: date de la persécution de Nağrān”, (Le Muséon, tome100, 1987, pp. 315-321.
- “Réexamen des deux lettres attribuées à Siméon de Bēth-Aršām, relatives à la persécution de Nağrān”,(Études sud-arabes: recueil offert à Jacques Ryckmans, Louvain-la-Neuve, 1991, pp. 207-224)
- “A New Interpretation of the Monumentum Adulitanum” (Memoirs of the Research Department of the Toyo Bunko, No.55, 1997, pp. 81-102) NII:1629/00003231
- “Une hypothèse sur l'identité des Tabābi‛a: une interprétation postérieure de la relation ḥimyarito-aksumite” (Sabaean Studies. Archaeological, epigraphical and historical studeis in honour of Yūsuf M.‘Abdallāh, Alessandro de Maigret, Christian J. Robin, Naples & Ṣan‘ā’, 2005, pp. 443-458
- 「ナジュラーンの迫害の年代について：古典シリア語三史料の伝える年代」（『東洋学報』第67巻第1・2号、1985年12月、81-109頁）
- 「ナジュラーンの迫害の年代について：『アレタス殉教録」の伝える年代」（『史学雑誌』第95編第4号、1986年4月、1-33頁）
- 「再びナジュラーンの迫害について：関係史料の再検討」（『東洋学報』第68巻第3・4号、1987年3月、99-127頁）
- 「古代南アラビアの紀元について」（『オリエント』第31巻第1号、1988年9月、51-74頁）
- 「アドゥーリス紀功碑文の新解釈」（『東西海上交流史研究』第3号、1994年2月、73-114頁）
- 「碑文史料から見た古代南アラビア諸王国とアラブ・ベドウィンの関係」（『東洋史研究』第56巻第4号、1998年3月、139-183頁）doi:10.14989/155159
- 「エリュトラー海案内記の世界」（佐藤次高・岸本美緒 編『地域の世界史 9：市場の世界史』山川出版社、1999年6月、250-289頁）
- 「インド諸港と東西貿易」（『岩波講座世界歴史 6：南アジア世界・東南アジア世界の形成と展開』岩波書店、1999年7月、133-156頁）
- 「ヒムヤル王国トゥッバァ朝の実体に関する一仮説：後世から見た3～6世紀の南アラビア・エチオピア関係」（『東洋学報』第86巻第4号、2005年3月、1-29頁）CRID 1050282813523403136